# The Ancient Art of War
The Ancient Art of War is een computerspel ontwikkeld door Evryware en uitgebracht door Brøderbund Software in 1984. Het is een van de eerste real-time strategy/real-time tactics-computerspellen. Het spel is gebaseerd op het werk De kunst van het oorlogvoeren van Sun Tzu.

## Spelbesturing
Het spel volgt grotendeels het principe van steen, papier, schaar waarbij de speler een reeks van gevechten moet zien te winnen waarbij hij gebruik kan maken van ridders, boogschutters, barbaren en spionnen. In het algemeen wint een ridder van een barbaar, een barbaar van een boogschutter en een boogschutter van een ridder. Spionnen kunnen niet ingezet worden om te vechten, maar zij zien tegenstanders aankomen vanop verdere afstand en kunnen zich sneller verplaatsen.
Elke missie bestaat uit een landkaart met forten, dorpen, bruggen, bergen, bossen... De speler kan zijn manschappen indelen over verschillende groepen, met een maximum van 14 personen per groep. De snelheid van elke groep is gelijk aan die van de traagste persoon. Barbaren zijn de snelste, gevolgd door boogschutters en ridders. Een groep enkel bestaande uit barbaren zal dus sneller zijn dan een gemengde groep.
Wanneer een ploeg van de speler een vijandige ploeg ontmoet, zijn er twee opties:
- de speler neemt actie door het gevecht te spelen
- de speler neemt geen actie waardoor de computer na enige tijd de uitkomst van het gevecht zelf bepaalt

Verder is het verloop van het gevecht afhankelijk van enkele factoren:
- de locatie waar het gevecht zich bevindt
- de fysische/mentale toestand van de individuele manschappen zoals vermoeidheid en honger.

Naast de voorgedefinieerde missies kan de speler eigen missies en kaarten aanmaken.